# La Paternelle
Das Unternehmen La Paternelle S.A. war ein französischer Versicherer. Die Gesellschaft war von 1843 bis zur Übernahme durch die Assurances du Groupe de Paris (AGP) im Jahr 1975 aktiv; AGP wurde wiederum 1989 Teil der AXA-Gruppe.

## Firmengeschichte
Das Versicherungsunternehmen La Paternelle (französisch; in etwa „die Väterliche“) wurde 1843 in Paris gegründet. Zunächst bot die Gesellschaft vor allem Feuerversicherungen an, baute ihr Portfolio aber bereits im 19. Jahrhundert zu einem allgemeinen Versicherer aus.
La Paternelle investierte seine verwalteten Mittel in zahlreichen Beteiligungen. So war das Unternehmen in den 1960er-Jahren der größte Aktionär der Bahngesellschaften Société générale des chemins de fer économiques (SE) und Companie des chemins de fer secondaires et transports automobiles (CFSTA), deren Fusion zur Chemins de fer et transport automobile (CFTA) maßgeblich durch die Paternelle veranlasst wurde. Im selben Zeitraum war die Paternelle u. a. auch Mehrheitseigentümer des Klavierbauunternehmens Gaveau-Érard und mit 4 % an der Banque de l’Indochine beteiligt.
Die zu 99,98 % durch die Paternelle gehaltene Société auxiliaire hypothécaire (S.A.H.) war 1974 von einem umfangreichen Betrug betroffen. Etwa 80 durch Shmuel Flatto-Sharon gehaltene Unternehmen steigerten den Wert von Immobilien und Grundstücken durch gegenseitige Verkäufe, um sie dann als Kreditsicherheiten für Darlehen der S.A.H. zu verwenden, die nur teilweise bedient wurden. Um eine Insolvenz der S.A.H. abzuwenden, übertrug die Paternelle ihrer Tochterfirma Ende 1974 420 Millionen Francs (etwa 226 Millionen DM). La Paternelle musste dazu die meisten Bank- und Industriebeteiligungen veräußern. Käufer war überwiegend die Assurances du Groupe de Paris (AGP), an der die Paternelle selbst 78,6 % der Anteile hielt, während die AGP bzw. AGP-Tochtergesellschaften wiederum 11 % des Paternelle-Kapitals besaßen.
Im Sommer 1975 hatte die Paternelle mit Ausnahme der S.A.H. und der AGP keine Beteiligungen an anderen Unternehmen mehr. Aufgrund weiterhin schlechter wirtschaftlicher Aussichten entschied das Unternehmen, seine Anteile an der AGP an seine eigenen Aktionäre zu verkaufen. Für je zwei Aktien der Paternelle wurde eine AGP-Aktie im Tausch angeboten. Als Ergebnis der Transaktionen wurde die AGP zum Mehrheitsaktionär der Paternelle, die ihren Geschäftsbetrieb in Folge an die AGP übergab, aber noch bis 25. Dezember 1984 als Unternehmen bestand. Die AGP wiederum fusionierte 1989 mit der AXA-Gruppe.